# طرلان (اراک)
طرلان، روستایی از توابع بخش مرکزی شهرستان اراک در استان مرکزی ایران است.

## جمعیت
این روستا در دهستان خسروبیگ قرار دارد و براساس سرشماری مرکز آمار ایران در سال ۱۳۸۵، جمعیت آن ۵۷۱ نفر (۱۶۱خانوار) بوده‌است.
این روستا از توابع شهرستان کمیجان است وبا کمیجان ۲۰ کیلومتر فاصله دارد.
این روستای کوهستانی و سرسبز با همدان هم‌مرز است. این روستا باغ‌های گردو وتاکستان انگور زیادی دارد که باغ‌هایش بین روستای سیجان وطرلان قرار دارد. شغل اهالی این روستا کشاورزی و دامداری و باغداری و قالی بافی است. این روستا یک مکان گردشگری ودارای چند قنات، باغ، غار، کوهستان، حمام عمومی قدیمی و… است.